# Ole Kristian Grimnes
Ole Kristian Grimnes, född den 4 januari 1937 i Tromsø, är en norsk historiker. 
Grimnes, som är Dr. philos., har speciellt arbetat med forskning om norsk ockupationshistoria 1940-45. Grimnes var också en av initiativtagarna till en egen kurs om nationalismens historia i nyare tid i Europa. Han var tillknuten Prosjekt 1905 och har drivit ett eget projekt knutet till studiet av bruket av den norska flaggan som en nationell symbol från 1814 till tiden omkring 1905. Han är ledamot av Det Norske Videnskapsakademi och tilldelades Sverre Steen-priset 1995.